# Coscinaraea crassa
Coscinaraea crassa är en korallart som beskrevs av Veron och Marcel Pichon 1980. Coscinaraea crassa ingår i släktet Coscinaraea och familjen Siderastreidae. IUCN kategoriserar arten globalt som nära hotad. Inga underarter finns listade i Catalogue of Life.